# Peter Norman

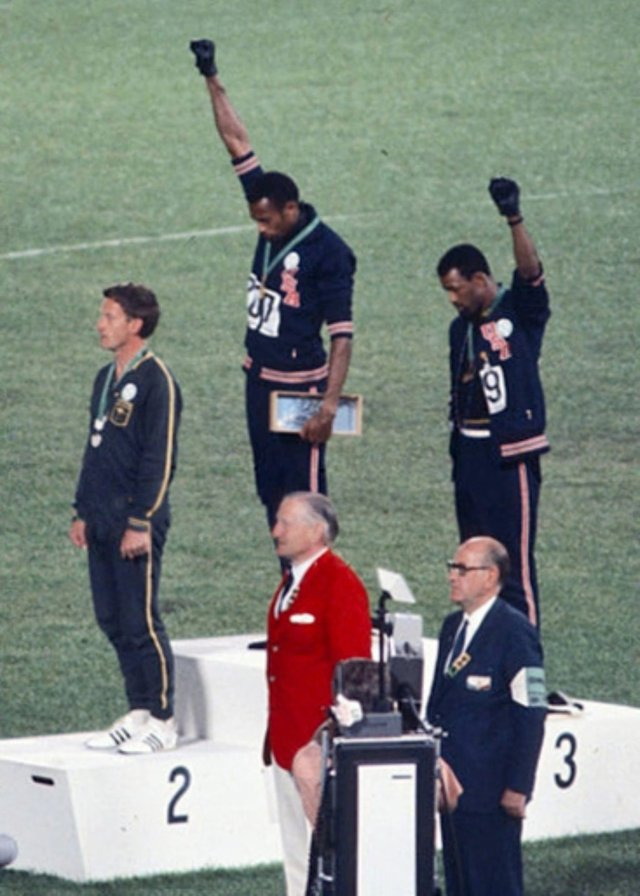
Lliurament de la medalla olímpica amb el gest dels Panteres negres.

George Peter Norman (15 de juny de 1942 - 3 d'octubre de 2006) va ser un atleta australià. Conegut per guanyar la medalla de plata en els 200 metres en els Jocs Olímpics de Mèxic en 1968. El seu temps de 20,06 segons segueix sent el rècord australià en 200 m. Va ser pentacampió dels 200 m a Austràlia. També és conegut pel seu suport a John Carlos i Tommie Smith quan van fer el seu famós gest en la cerimònia de lliurament de medalles en els Jocs Olímpics de 1968.

## Biografia
Norman va créixer a Coburg (Victoria). Inicialment va treballar com a aprenent de carnisser. Posteriorment es va convertir en mestre i va treballar per al Departament Victorià de l'Esport i la Recreació cap al final de la seua vida. Abans dels Jocs Olímpics de 1968, Norman era entrenador en el club de futbol de West Brunswick com una manera de mantenir-se en forma durant l'hivern quan era temporada baixa per al circuit d'atletisme.

### Jocs Olímpics de 1968
Els medallistes d'or i bronze en els 200 metres en els Jocs Olímpics de 1968 van ser els estatunidencs Tommie Smith i John Carlos, respectivament. Com a suport a Smith i Carlos i a la seua causa —el Projecte Olímpic per als Drets Humans (OPHR)— Norman va mostrar un escut en el pit quan va pujar al podi durant la cerimònia de lliurament de medalles, moment en què Smith i Carlos varen fer la famosa salutació del Black Power mentre s'hissava la bandera dels Estats Units i escoltava l'himne.
Abans de la cerimònia de lliurament de medalles, Smith i Carlos varen explicar a Norman l'acció que pensaven dur a terme. Norman els va manifestar el seu suport i va demanar l'escut de Paul Hoffman, membre blanc de la selecció dels Estats Units (rem), per portar-lo ell quan recollís la medalla. També va ser Norman qui va suggerir que Smith i Carlos compartiren els guants negres utilitzats en la seva salutació, ja que Carlos s'havia deixat el seu parell a la Vila Olímpica. Per esta raó Tommie Smith va alçar el puny dret, mentre que John Carlos l'esquerre. En preguntar-li la premsa sobre la seua mostra de suport a Smith i Carlos, Norman va declarar que s'oposava a la política discriminatòria d'Austràlia, que —malgrat ser revocada en 1968— encara implicava exclusions, com que els australians aborígens no foren inclosos en el cens nacional, a més d'altres mostres de rebuig social i legals que propiciaven desavantatges econòmics del grup ètnic respecte a la majoria dels australians blancs.
Les autoritats australianes per als Jocs Olímpics el van reprendre i els mitjans del seu país el van condemnar a l'ostracisme.

### Després dels Jocs Olímpics
A pesar que Norman va aconseguir bons temps de qualificació, tant en la prova de 100 i com de 200 metres en 1971 per a les Olimpíades de Múnic 1972, el comitè seleccionador de l'equip olímpic australià va decidir no enviar-l'hi a causa del seu comportament en els jocs de 1968.
Després de 1968 va jugar 67 partits pel West Brunswick entre 1972 i 1977, abans d'entrenar un equip de menors de 19 anys en 1978. Norman va seguir corrent, però va contraure gangrena en 1985 després d'estripar-se el tendó d'Aquil·les durant un entrenament, la qual cosa gairebé va provocar que li amputaren la cama, fet que li va provocar una greu depressió i un consum excessiu d'alcohol.

### Últims anys
Norman va ser ignorat per les autoritats australianes organitzadores dels Jocs Olímpics de Sydney 2000, però, finalment, va formar part de l'esdeveniment després d'haver estat convidat pels Estats Units quan es van assabentar que el seu país havia renunciat a fer-ho. El 17 d'octubre de 2003, San Jose State University va descobrir una estàtua que commemora la protesta en els Jocs Olímpics de 1968. Norman no va ser inclòs com a part de l'estàtua en si, però va ser convidat a pronunciar un discurs en la cerimònia.
Norman va morir d'un atac al cor el 3 d'octubre de 2006 a Melbourne, a l'edat de 64 anys. Tant Smith com Carlos, companys de podi, van elogiar i van ser portadors del fèretre en el funeral de Norman. La banda que els acompanyava va tocar el tema principal del film Carros de foc.